# Горизонт нівеліра
Горизонт нівеліра, (рос. горизонт нивелира, англ. level horizon) – висотна відмітка горизонтальної площини, у якій розташована візирна лінія нівеліра, встановленого в робоче положення. Чисельне значення Г. н. отримують як результат додавання висотної відмітки задньої сполучної точки з відліком по рейці, встановленій на цій точці.
Син. горизонт приладу (device horizon).